# گارگین آپرسوف
گارگین آپرسوف ( روسی: Гарегин Абрамович Апресов؛ زاده ۶ ژانویهٔ ۱۸۹۰ – درگذشته ۱۱ سپتامبر ۱۹۴۱) دیپلمات ارمنی‌تبار اهل امپراتوری روسیه که از دسامبر ۱۹۳۳ تا مارس ۱۹۳۷ کنسول کل اتحاد شوروی در اورومچی بود.

## زندگی‌نامه
در ۶ ژانویهٔ ۱۸۹۰ در قوسار به دنیا آمد و از دانشگاه دولتی مسکو فارغ‌التحصیل شد. وی همچنین برنده نشان لنین شده‌است. وی در ۱۱ سپتامبر ۱۹۴۱ در جریان پاکسازی بزرگ تیرباران شد.